# 傑斐遜街車站
傑斐遜街車站（英語：Jefferson Street station）是美國紐約地鐵BMT卡納西線的地鐵站，位於布魯克林布什維克傑斐遜街及威克奧夫大道，設有L線（任何時候停站）列車服務。

## 車站結構

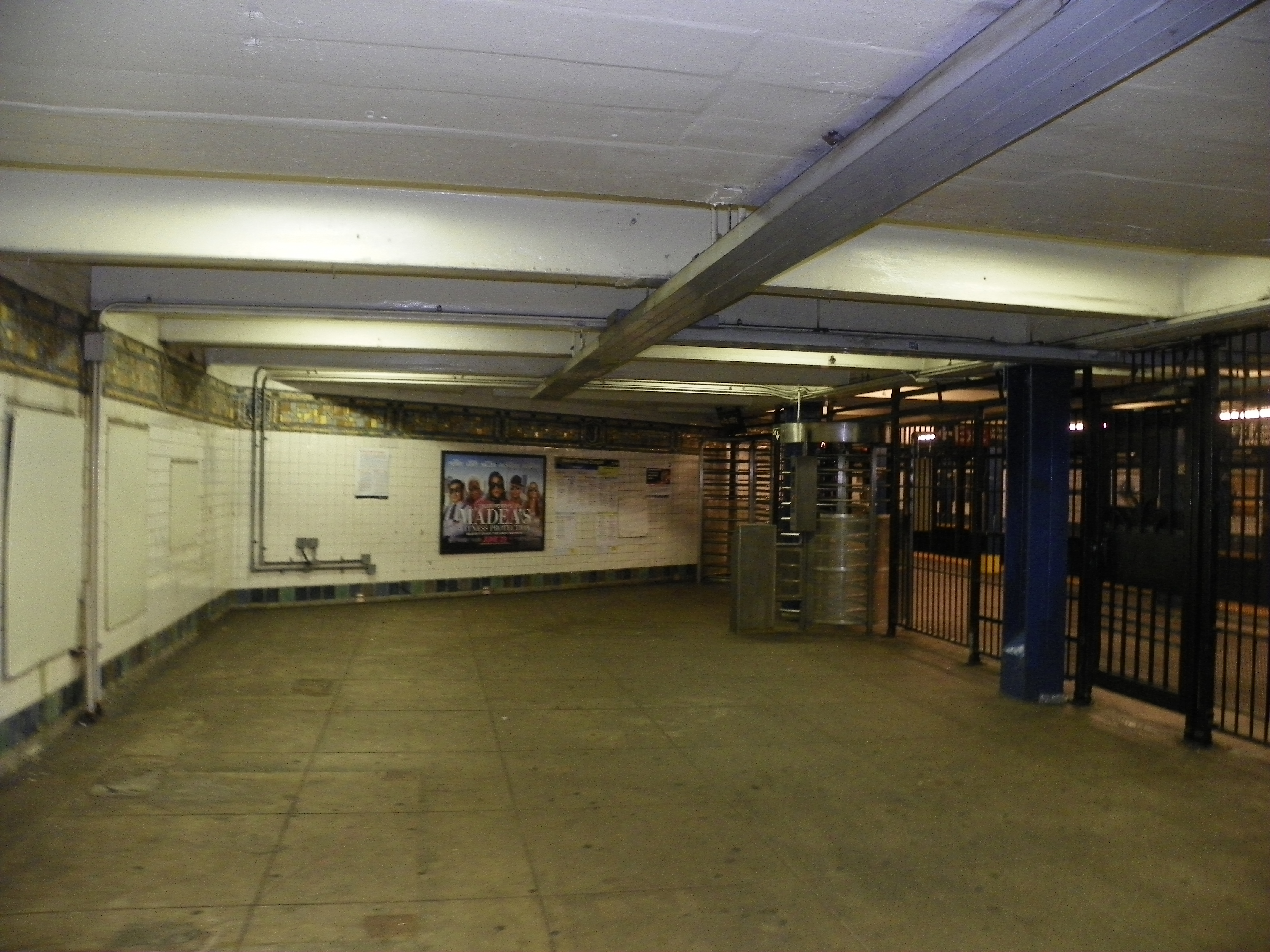
夾層

| G        | 街道層   | 出入口                                   |
| M        | 夾層     | 閘機、車站詢問處、MetroCard自動售票機    |
| P 月台層 | 側式月台 | 側式月台                                 |
| P 月台層 | 西行     | ← 往第八大道 (摩根大道)                  |
| P 月台層 | 東行     | → 往卡納西-洛克威公園道 (德卡爾布大道) → |
| P 月台層 | 側式月台 |                                          |

此地下車站設有兩個側式月台和兩條軌道。

## 外部連結
- Station Reporter — . stationreporter.net.   [2017-12-15]. （原始内容存档于2013-06-30）.
- The Subway Nut — Jefferson Street Pictures （页面存档备份，存于）
- Jefferson Street entrance from Google Maps Street View （页面存档备份，存于）
- Starr Street entrance from Google Maps Street View
- Platforms from Google Maps Street View